# 아와군 (도쿠시마현)
아와군(阿波郡)은 도쿠시마현에 존재했던 군이다.
아와국에 속해 있었다.
헤세이 대합병전 2정이 존재했었다.
- 이치바정 (阿波町)
- 아와정 (阿波町)

## 역사
- 2005년 4월 1일 - 이치바정・아와정과 이타노군 요시노정・도나리정을 합병해 아와시가 발족되어 아와군은 소멸하였다.